# Marilyn Manson (zanger)
Marilyn Manson, pseudoniem en alter ego van Brian Hugh Warner, (Canton (Ohio), 5 januari 1969) is een Amerikaans zanger. Hij is de leadzanger van de gelijknamige band (Marilyn Manson).
Marilyn Manson is een samenvoegsel van Marilyn Monroe en Charles Manson. Hij gaf zichzelf de titel "antichrist superstar", en is een veelbesproken figuur uit de jaren 90.
Hij verhuisde op achttienjarige leeftijd naar Fort Lauderdale (Florida), waar hij werkte als muziekjournalist. Dankzij deze baan kwam hij in contact met Trent Reznor, de zanger van Nine Inch Nails, die hem later nog zou helpen. In 1989 raakte Manson bevriend met gitarist en verstoteling van de maatschappij Scott Putesky, en ze besloten een band te vormen, genaamd Marilyn Manson and the Spooky Kids, wat later gewoon Marilyn Manson werd.  
Manson had een relatie met actrice Rose McGowan en was een jaar getrouwd met burleske naaktmodel Dita Von Teese, die eind 2006 een verzoek tot scheiden indiende. Ook zijn relatie met actrice Evan Rachel Wood liep in 2010 op de klippen. Zij heeft hem later, onder meer in een documentaire, beschuldigd van fysiek, seksueel en emotionele misbruik en mishandeling Andere vrouwen hebben hem ook beschuldigd en de FBI is verzocht om onderzoek te doen naar deze aantijgingen. In 2022 klaagde Manson Wood omwille van haar documentaire aan wegens smaad. In 2024 trok Manson de rechtszaak in, waarbij hij met Wood een schikking trof voor de door haar gemaakte juridische kosten.
Manson lanceerde in 2024 zijn eerste film, een horrorfilm, waarvoor hij het script zelf heeft geschreven en die hij zelf heeft geregisseerd: Phantasmagoria: The Visions of Lewis Carroll.

## Discografie
Marilyn Manson heeft meegewerkt aan het album The Remix van Lady Gaga uit 2010. Hij zingt met haar de Chew Fu Ghettohouse Mix van LoveGame.
Zie verder discografie Marilyn Manson.

## Filmografie
Manson speelde diverse kleine rollen in films en televisieseries, zoals in de film Lost Highway (1997) van David Lynch en de serie Californication (waarin hij zichzelf speelde). Ook speelde Manson in 2014 in het laatste seizoen van Sons of Anarchy.

## Trivia
- Er bestaan meerdere broodjeaapverhalen over Manson. Zo zou hij bijvoorbeeld twee ribben weg hebben laten halen om zichzelf oraal te kunnen bevredigen, iets wat hij tegengesproken heeft in interviews.[3]
- Manson is liefhebber van de sterke drank absint.[4] Hij had z'n eigen brouwsel gecommercialiseerd: Mansinthe. Het alcoholgehalte van deze drank, 66,6%, is een verwijzing naar de duivel.
- Hij was lid van de Church of Satan.[5]

- Bibsys: 7039259
- Biblioteca Nacional de España: XX1488869
- Bibliothèque nationale de France: cb14424300m (data)
- CiNii: DA1207546X
- Gemeinsame Normdatei: 121603024
- International Standard Name Identifier: 0000 0001 1049 6263
- Library of Congress Control Number: n97119848
- MusicBrainz: 80cadd99-f560-41e3-babd-16292bbd248a
- Bibliotheek van het Japanse parlement: 00731576
- Nationale Bibliotheek van Tsjechië: xx0030925
- Nationale Bibliotheek van Israël: 987007381375405171
- Nationale Bibliotheek van Polen: a0000003019225
- Nederlandse Thesaurus van Auteursnamen: 159374898
- Système universitaire de documentation: 078618797
- Virtual International Authority File: 29749590
- WorldCat: E39PBJm9cH8xHyBD6WjRW6PRKd